# 纳米笼

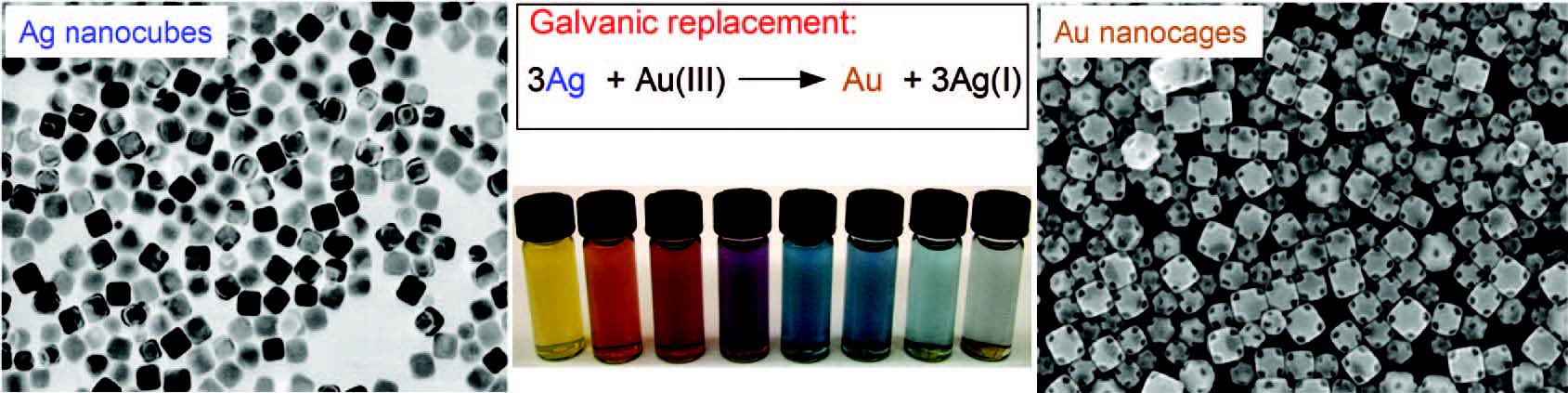
金纳米笼的合成

无机纳米笼（Inorganic Nanocages）通常指空心的带孔洞的金纳米颗粒，大小为10到150纳米。金纳米笼可由氯金酸（HAuCl4）在沸水中取代銀纳米颗粒合成。通常金纳米颗粒的吸收峰在可见光波段（约550nm），而金纳米笼的吸收峰则位于近红外波段。近红外光的生物组织穿透性较好，且金纳米笼也有较好的生物相容性，使其能作为光学相干断层扫描的顯影劑，分辨率可达微米级。金纳米笼也可以通过吸收近红外光来加热，纳米笼的最初发现者华盛顿大学的夏幼南等将肿瘤特异性的抗体（如抗EGFR的抗体）加在金纳米笼上，使其可特异性富集在癌细胞表面，再远程施加近红外光，以光热效应加热杀死癌细胞。